# Avalon Cemetery

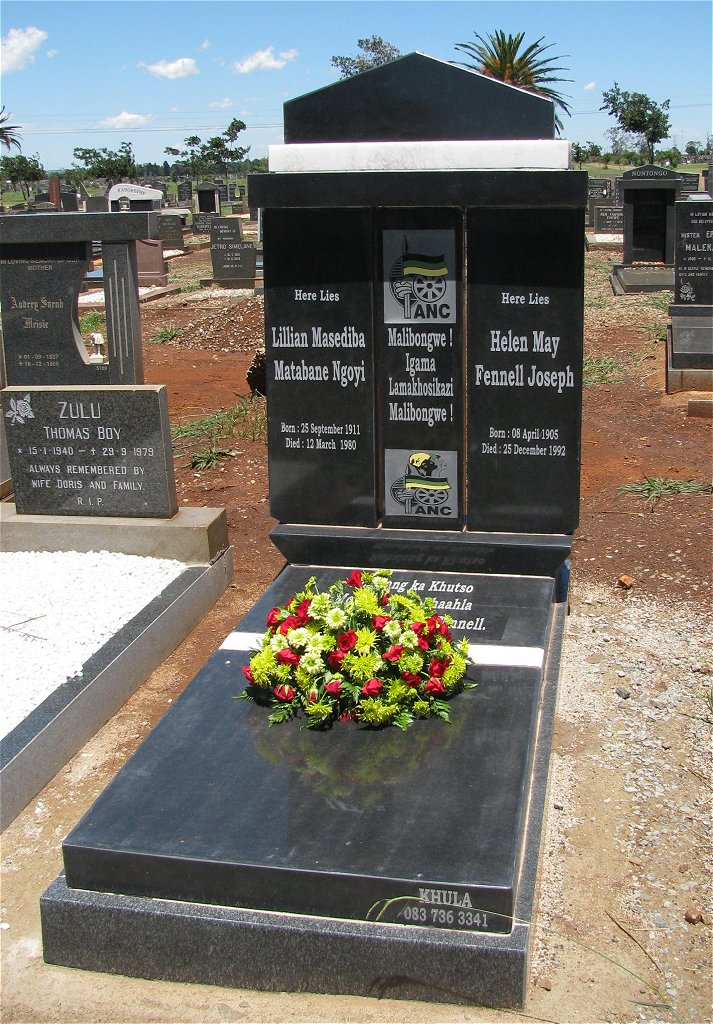
Das Doppelgrab von Lil(l)ian Ngoyi und Helen Joseph

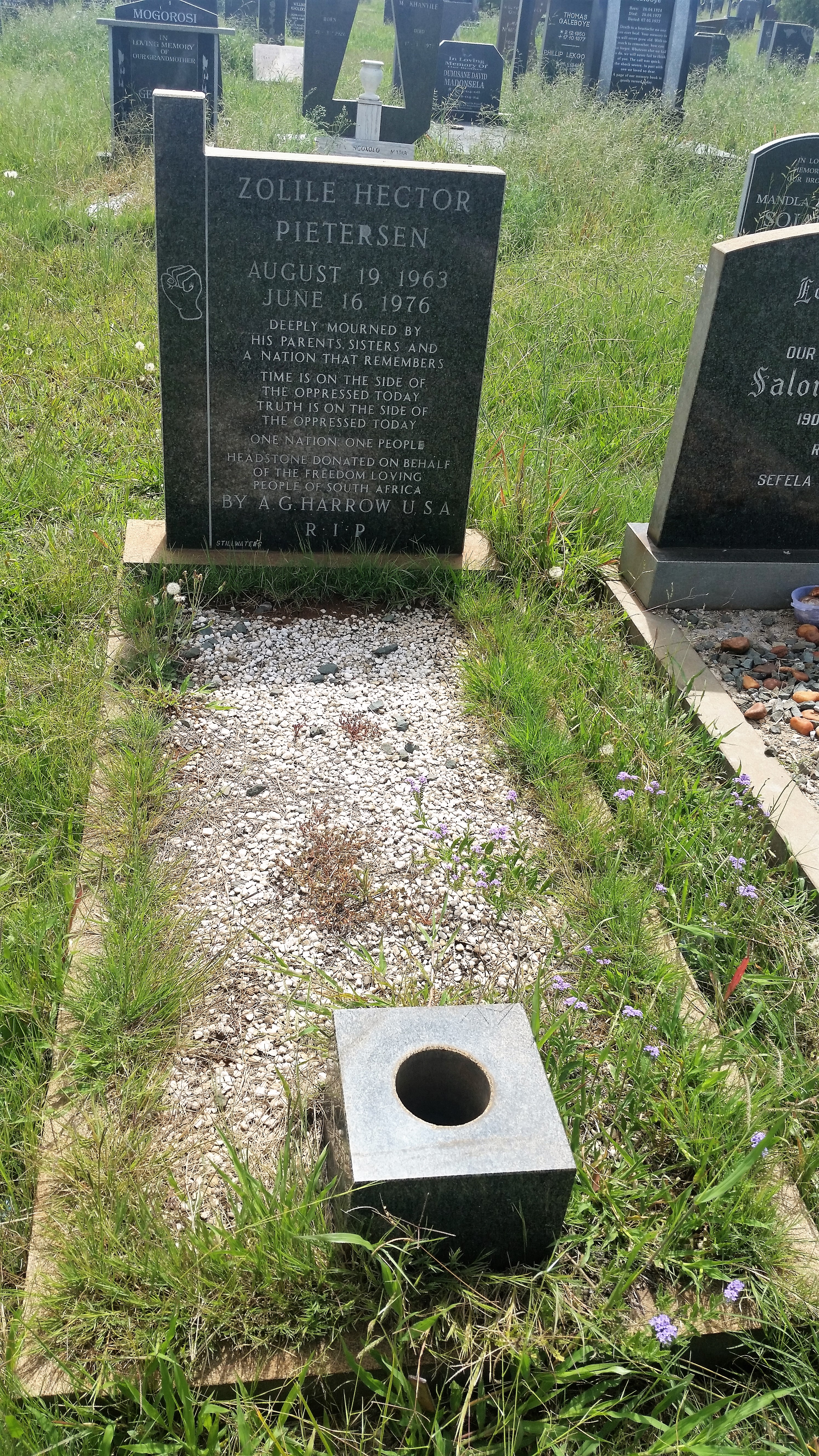
Grab von Hector Pieterson

Der Avalon Cemetery ist ein Friedhof in Soweto, einem Stadtteil von Johannesburg in Südafrika. Er ist der größte Friedhof des Landes. Der Avalon Cemetery ist eine städtische Einrichtung und wird vom Ressort Johannesburg City Parks betreut.

## Geographie und Nutzung
Der Friedhof liegt an der Tshabuse Street im Südwesten Sowetos, südwestlich des Johannesburger Stadtzentrums, und gehört damit zur Region D, Zone 1 der Metropolitan Municipality Johannesburg. Der Haupteingang liegt nahe dem Stadtteil Chiawelo an der N12. Er ist rund 1,7 km² groß und wird von der städtischen Behörde City Parks verwaltet, die insgesamt 35 Friedhöfe betreut. Jährlich werden über 10.000 Menschen auf dem Avalon Cemetery bestattet; seit der Gründung waren es mehr als 300.000 Menschen.
Der Friedhof ist Teil der South African Liberation Heritage Route (etwa: „Route des südafrikanischen Befreiungserbes“), die zum UNESCO-Welterbe gehören soll.

### Bekannte Personen
Auf dem Avalon Cemetery wurden zahlreiche prominente Kämpfer gegen die Apartheid bestattet, darunter Lilian Ngoyi und Helen Joseph in einem Doppelgrab, Hector Pieterson und Hastings Ndlovu, die beim Aufstand in Soweto 1976 erschossen worden waren, Thomas Nkobi, Joe Slovo, Zephania Mothopeng vom Pan Africanist Congress, Elias Motsoaledi, der im Rivonia-Prozess angeklagt war, und Tsietsi Mashinini. Der Heroes’ Acre („Heldenacker“) mit vielen dieser Gräber liegt nahe dem Haupteingang. Das Grab von Ngoyi und Joseph wurde 2010 als Nationaldenkmal ausgewiesen.

### Mahnmale
Auf dem Friedhof befindet sich ein Mahnmal für die über 500 Opfer des Aufstands von Soweto. Ein weiteres Mahnmal im Norden des Friedhofs erinnert an die 616 südafrikanischen Opfer – darunter 607 Schwarze – beim Untergang der Mendi im Jahr 1917. Das Denkmal wurde 1995 von der britischen Königin Elisabeth II. enthüllt.

## Geschichte
Der Avalon Cemetery wurde 1972, zur Zeit der Apartheid, ausschließlich für Schwarze eingerichtet. Zuvor war ab 1912 der Nancefield Cemetery in Klipspruit genutzt worden. In den 1970er und 1980er Jahren gab es häufig Beerdigungen mit Tausenden Trauergästen, auf denen es zu Protestkundgebungen und dem Singen verbotener Lieder gegen die Apartheid-Regierung kam.
Zeitweise wurden jeweils zwei Tote übereinander bestattet, um dem Platzmangel zu begegnen. In den 2000er Jahren wurden rund 5000 Bäume gepflanzt und Wege asphaltiert. 2011 wurde mit dem Avalon Extension Cemetery eine Erweiterung für rund 25.000 Gräber eingeweiht. Der Avalon Cemetery wird seitdem nur noch für Zweit- und Drittbelegungen genutzt, die nur für nahe Verwandte der dort Bestatteten möglich sind. Ein weiterer Friedhof zehn Kilometer südlich ist geplant.